# 2002年生物多样性法案
《2002年生物多样性法案》（Biological Diversity Act, 2002）是印度议会制定的一项法律，旨在保护印度的生物多样性，并提供了一个公平分享传统生物资源和知识所产生利益的机制。该法案的制定是为了履行《生物多样性公约》下的义务，因为印度是该条约的签署国。

## 主要内容
《生物多样性法案》构建了三级管理体系：
- 在国家层面设立国家生物多样性管理局，负责监管外国主体在印度的生物资源活动；
- 在各邦设立邦生物多样性委员会，负责管理本地事务；
- 在地区设立地方生物多样性管理委员会，主要负责记录当地生物多样性相关的知识。

该法还通过一系列规章制度的制定，如2004年印度环境与森林部发布的《生物多样性规则》（Biological Diversity Rules）、2006年的国际研究合作指南以及2014年的《遗传资源和相关知识获取和惠益分享指南》（Guidelines on access to biological resources and associated knowledge and benefit sharing regulations），详细规定了生物资源获取与利益分享的具体操作规范。

## 2023年修订案
2023年8月，印度对《生物多样性法案》进行了修订，新增了多个概念的定义，并调整了国家生物多样性管理局和邦生物多样性委员会的组成与职责。此外，修订案扩展了使用生物资源申报豁免的范围，简化了涉生物资源的专利申请程序，并对违法行为进行了“去罪化”处理，取消了监禁刑罚，统一了外国主体与印度主体的惩罚标准。